# وینچستر مدل ۱۲۰۰
وینچستر مدل ۱۲۰۰ (به انگلیسی: Winchester Model 1200) و مدل ۱۳۰۰ یک تفنگ ساچمه‌زنی، از نوع دست‌کش آمریکایی ساخت شرکت اسلحه‌سازی وینچستر است که در گیج‌های ۱۲، ۱۶ و ۲۰ تولید شده‌است.